# Love Song (canción de Sara Bareilles)
«Love Song» —en español: «Canción de amor»— es el primer sencillo de Sara Bareilles, lanzado en 2007 a través de Epic Records. Fue nominada a los Premios Grammy 2009 en la categoría Canción del Año y Mejor Interpretación Femenina Vocal de Pop.
Logró permanecer 19 semanas entre los diez primeros y un total de 41 semanas en el Billboard Hot 100, alcanzando su pico máximo en el puesto número cuatro. De manera similar, alcanzó el puesto número cuatro en la lista de singles del Reino Unido y en las listas de Australia. También encabezó la lista del Canadian Hot 100, mientras que lideró la lista de Pop Songs de EE. UU. También pasó muchas semanas en la cima de las listas Hot Adult Pop Songs y Hot Adult Contemporary Tracks, terminando en el número uno en el recuento de fin de año de ambas listas.

## Video musical
Dirigido por Josh Forbes, el video musical cuenta con un Bareilles en miniatura tocando el piano en el interior de una máquina de discos que funcionan con monedas que toca canciones de amor. Un flujo constante de hombres y mujeres entrar en la cabina e insertar monedas para escuchar el juego Bareilles, observándola a través de un agujero de alfiler como ella juega la misma canción día tras día. Las letras expresan su creciente frustración mientras se declara que "not going to write you a love song today," (En español: "no va a escribirte una canción de amor hoy"), después de lo cual Bareilles agarra la siguiente moneda que rueda por dentro, y lo utiliza para bloquear los engranajes. A la mañana siguiente, el dueño de la cabina (que se ve al principio del video) entra, se da cuenta de que la máquina de discos se oscurece y parece sorprendido cuando descubre Bareilles dentro de la máquina de discos. Se recupera la moneda atascado de los engranajes y se lo da a Bareilles.
El video musical cuenta con la versión del álbum de la canción. El video también incluye actor Inglés Adam Campbell como el dueño de la cabina.

## Lista de canciones
Sencillo en CD
1. «Love Song» (Radio Edit) - 3:53
2. «River» (Live Version) - 3:49

Maxisencillo
1. «Love Song» (Radio Edit) - 3:53
2. «River» (Live Version) - 3:49
3. «Many The Miles» (Unplugged for VH1.com) - 5:14
4. «Love Song» (Video)

## Posicionamiento en listas
| Listas (2007–2009)                       | Mejor posición |
| ---------------------------------------- | -------------- |
| Alemania (Offizielle Deutsche Charts)    | 13             |
| Australia (ARIA)                         | 4              |
| Austria (Ö3 Austria Top 40)              | 18             |
| Bélgica (Flandes) (Ultratop 50)          | 10             |
| Bélgica (Valonia) (Ultratop 50)          | 12             |
| Canadá (Canadian Hot 100)                | 1              |
| República Checa (Rádio Top 100)          | 35             |
| Dinamarca (Tracklisten)                  | 9              |
| Escocia (Scottish Singles Sales Chart)   | 7              |
| Eslovaquia (Rádio Top 100)               | 35             |
| Estados Unidos (Billboard Hot 100)       | 4              |
| Estados Unidos (Adult Contemporary)      | 1              |
| Estados Unidos (Adult Top 40)            | 1              |
| Estados Unidos (Mainstream Top 40)       | 1              |
| Estados Unidos (Adult Alternative Songs) | 3              |
| Estados Unidos (Digital Songs)           | 2              |
| European Hot 100 Singles                 | 7              |
| Finlandia (Latauslista)                  | 27             |
| Francia (SNEP Descargas)                 | 22             |
| Hungría (Rádiós Top 40)                  | 21             |
| Irlanda (IRMA)                           | 5              |
| Italia (FIMI)                            | 7              |
| Nueva Zelanda (Recorded Music NZ)        | 7              |
| Países Bajos (Dutch Top 40)              | 5              |
| Reino Unido (UK Singles Chart)           | 4              |
| Suecia (Sverigetopplistan)               | 17             |
| Suiza (Schweizer Hitparade)              | 16             |

## En la cultura popular
"Love Song" ha aparecido en la banda sonora internacional de la telenovela brasileña Beleza Pura. Se ha versionado dos veces: La banda pop-punk Four Year Strong grabó una versión de la canción para el álbum recopilatorio Punk Goes Pop 2, y "Love Song" fue versionada también en el álbum Kidz Bop 14. La canción fue utilizada en el tráiler de All About Steve. 
En Chile, la canción fue utilizada el comercial de la radio Play FM.
"Love Song" ha sido versionado en el episodio de Glee Naked que se transmitió el jueves 31 de enero de 2013 por Rachel Berry (Lea Michele), Quinn Fabray (Dianna Agron) y Santana Lopez (Naya Rivera).